# Die Wacht am Rhein

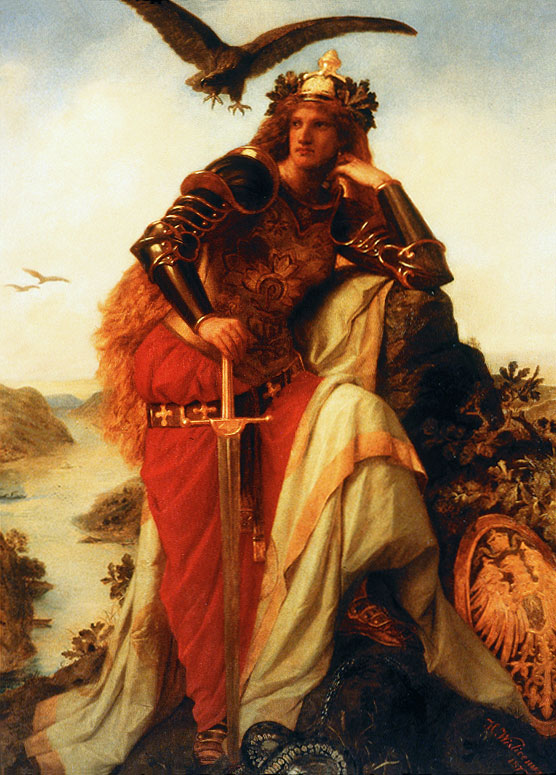
Germania de strajă la Rin, Hermann Wislicenus, 1873

„Die Wacht am Rhein” (Strajă la Rin) este un cântec patriotic german. El își are originea în dușmănia istorică franco–germană și a fost deosebit de popular în Germania în timpul Războiului Franco-Prusac și al Primului Război Mondial.

## Origine
Eforturile repetate ale Franței de a anexa malul stâng al Rinului au început încă din timpul devastatoarelor războaie ale regelui Ludovic al XIV-lea. Armatele franceze au dus campanii importante de cucerire a sud-vestului Germaniei. Această politică a fost pusă în aplicare apoi în timpul Războaielor Napoleoniene, prin crearea Confederației Rinului în 1806-1813. În cele două secole scurse de la Războiul de Treizeci de Ani până la înfrângerea definitivă a lui Napoleon, locuitorii germani ai teritoriilor de pe Rin au fost martorii unor repetate invazii franceze.
Înfrângerea lui Napoleon le-a oferit germanilor un răgaz, dar în timpul Crizei Rinului din 1840 primul ministru francez Adolphe Thiers a susținut că cursul superior și de mijloc al Rinului ar trebui să servească drept „graniță naturală de est” a țării sale. Statele membre ale Confederației Germane se temeau că Franța își va relua politica de cucerire.
Nikolaus Becker a răspuns acestor temeri prin scrierea unui poem intitulat „Rheinlied” în care a jurat să apere teritoriile de pe malul Rinului. Negustorul șvab Max Schneckenburger, inspirat de laudele aduse poemului lui Becker de către germani, a scris atunci poemul „Die Wacht am Rhein”.
Schneckenburger a contribuit la Restaurarea Elveției, iar poemul său a fost pus pe muzică la Berna de către organistul elvețian J. Mendel și interpretat de tenorul Adolph Methfessel pentru ambasadorul prusac von Bunsen. Această primă versiune nu a devenit foarte populară. Karl Wilhelm, dirijorul muzical al orașului Krefeld, a primit poemul în 1854 și l-a pus pe muzică pentru a fi interpretat de corul de bărbați pe 11 iunie, ziua aniversării nunții de argint a prințului Wilhelm von Preussen, viitorul împărat Wilhelm I. Această versiune a devenit populară cu ocazia evenimentelor Sängerfest.

## Utilizarea în Germania

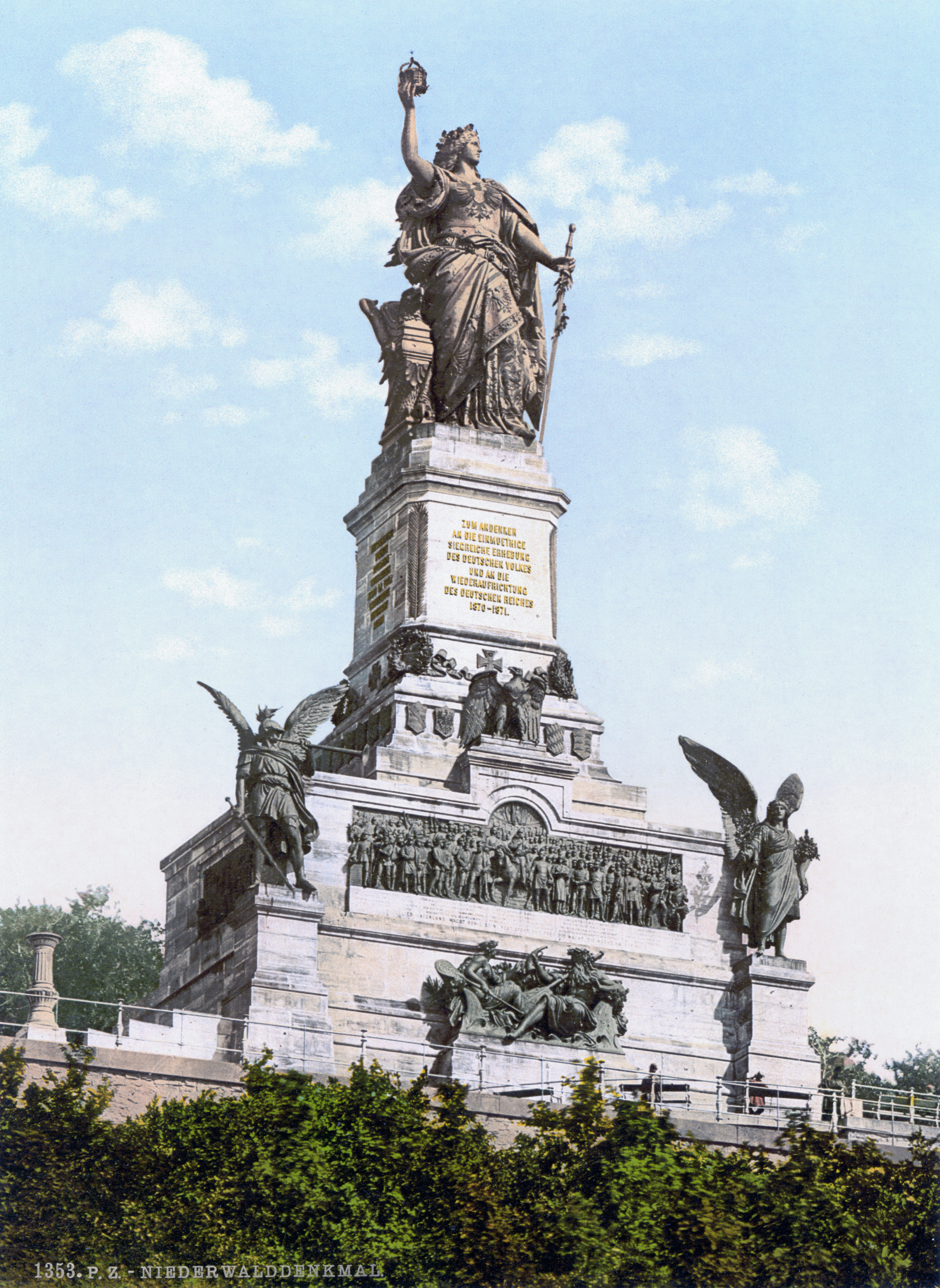
Monumentul Niederwalddenkmal din 1883: „Strajă la Rin”

În perioada Vormärz și a Revoluției de la 1848, a apărut o mișcare romantică renană ce a subliniat importanța culturală și istorică a Defileului Rinului și a teritoriilor germane de pe malul stâng al râului în jurul orașelor din Köln, Worms, Trier și Speyer.
Ca răspuns la incidentul Telegrama de la Ems, care a avut loc în Bad Ems, nu departe de Rin, Franța a inițiat Războiul Franco-Prusac din 1870/1871. Atunci când, în urma înfrângerii ulterioare a Franței, cancelarul prusac Otto von Bismarck a realizat Unificarea Germaniei și a înființat Imperiului German, ce conținea provincia Alsacia-Lorena, „Die Wacht am Rhein” —alături de „Heil dir im Siegerkranz” — a fost neoficial al doilea imn național. Cântecul a devenit celebru, iar compozitorul și familia autorului au fost onorați și au primit o pensie anuală din partea cancelarului Bismarck.
Versurile cântecului apar, de asemenea, pe monumentul Niederwalddenkmal din 1883 situat în apropierea localității Rüdesheim am Rhein deasupra râului, simbolizând „straja la Rin”.
De la Primul Război Mondial până prin 1945, „Die Wacht am Rhein” a fost unul dintre cele mai populare cântece patriotice din Germania, rivalizând cu „Deutschlandlied” ca imn național de facto. În timpul celui de-al Doilea Război Mondial, emisiunea radiofonică zilnică Wehrmachtbericht începea cu această melodie, până când a fost înlocuit de către fanfara din Les préludes de Liszt în 1941. Titlul piesei a fost, de asemenea, folosit ca nume de cod pentru ofensiva germană din 1944 cunoscută astăzi sub numele de Bătălia de la Bulge.
Astăzi, teritoriile aflate de-a lungul malului vestic al Rinului din Elveția până în Olanda aparțin, în principal, Germaniei. Saarland, Renania-Palatinat și Renania de Nord-Westfalia sunt state federale germane; Alsacia și  Lorena de nord sunt teritorii franceze cu un important element cultural german. Dușmănia franceză–germană s-a încheiat în 1963 cu Tratatul de la Élysée și punerea în aplicare a prieteniei franco–germane, astfel încât pericolul unei invazii care a existat timp de secole nu mai există. Astăzi, cântecul are doar o semnificație istorică în Germania și este cântat rar. Cu toate acestea, cântăreața Heino l-a înregistrat pe un disc.

## Interpretări în teatru și film
Cântecul a fost interpretat de mai multe ori în spectcole de teatru și în filme.
În filmul Nimic nou pe frontul de vest (1930) al lui Lewis Milestone cântecul este interpretat la sfârșitul primei scene atunci când niște elevi, biciuiți într-o frenezie patriotică de instructorul lor, își abandonează studiile și se înrolează  în armată. Este, de asemenea, auzit pe fundal în remake-ul omonim din 1979, atunci când Paul (interpretat de Richard Thomas) se pregătește să urce în tren pe drum către front.
În  filmul La Grande Illusion (1937) al lui Jean Renoir două melodii sunt juxtapuse în exact același mod ca în Casablanca cinci ani mai târziu. În acest ultim film, „Die Wacht am Rhein” a fost cântat de ofițerii germani, care au fost acoperiți apoi de exilații francezi ce cântau „Marseillaise”.
În prima și a doua parte a filmului lui Rainer Werner Fassbinder din 1980 ce a adaptat pentru film romanul Berlin Alexanderplatz al lui Alfred Döblin, Franz Biberkopf începe să cânte melodia (precumi în roman).

## Adaptări
Poetul italian Giovanni Pascoli a scris, de asemenea, noi versuri patriotice pentru această melodie. Ele vorbesc despre o „strajă pe Alpi” (Alpii joacă rolul frontierelor sacre ale Italiei, la fel ca râul Rin pentru Germania în versurile originale). Poemul poartă subtitlul „Imnul geamăn al Wacht am Rhein”.